# Felix Greene
Felix Greene (21 mai 1909 - 15 juin 1985) était un journaliste américano-britannique  qui a écrit des chroniques sur plusieurs pays communistes dans les années 1960 et 70.
Il était un des premiers journalistes occidentaux à visiter le Nord Viêtnam lors d'un voyage pour San Francisco Chronicle dans les années 1960. Certains de ses écrits ont été reproduits pour l'histoire de A-level, au sujet de la Guerre du Viêtnam.
Né en Angleterre, Greene a visité pour la première fois la Chine pour la BBC en 1957. Il a produit plus tard des films documentaires, dont One Man's China, Tibet, Cuba va!,, Vietnam! Vietnam! and Inside North Viet Nam. Ces films donnent une vision très rose et unilatérale de la société communiste. Il est considéré comme un Compagnon de route.
Dans les années 1970, Felix Greene est venu à Dharamsala pour rendre visite au 14e dalaï lama qui se rappelle qu'après 3 jours de discussion, l'attitude de Greene avait changé,
Greene était cousin de l'auteur Graham Greene. Il a habité la région de San Francisco pendant vingt ans. Il est mort au Mexique d’un cancer.

## Livres
- The Enemy: What Every American Should Know About Imperialism. Vintage Books, New York, 1971.
- VIETNAM! VIETNAM! In Photographs and text. 1966, Palo Alto, California: Fulton Publishing Company, (LCCN 66-28359)
- A Curtain of Ignorance, Cape 1965. Details of how Communist China was reported in the USA in the 1960s.
- The Wall Has Two Sides. A Portrait Of China Today, The Reprint Society 1963.